# Le démon s'éveille la nuit
Pour plus de détails, voir Fiche technique et Distribution.
Le démon s'éveille la nuit (titre original : Clash by Night) est un film américain réalisé par Fritz Lang, sorti en 1952.

## Synopsis
Mae Doyle revient chez elle après de nombreuses années d'absence pour retrouver son frère épris d'une employée d'une conserverie de poisson, Peggy.
Ce frère craint que Peggy, qui aime les émotions fortes, ne devienne à son tour comme Mae, dure et fatiguée. Mae épouse son véritable amour, un capitaine de bateau de pêche, Jerry ; elle en aura un enfant, Gloria. Earl, l'ami de Jerry, est jaloux de sa vie, et courtise Mae. Leur relation rendra Jerry furieux.

## Fiche technique
- Titre : Le démon s'éveille la nuit
- Titre original : Clash by Night
- Réalisation : Fritz Lang

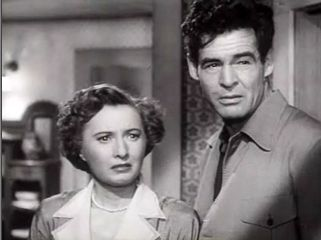
Barbara Stanwyck et Robert Ryan

- Scénario : Alfred Hayes, d'après la pièce de Clifford Odets
- Photographie : Nicholas Musuraca
- Montage : George Amy
- Musique originale : Roy Webb
- Directeur musical : Constantin Bakaleinikoff
- Direction artistique : Carroll Clark et Albert S. D'Agostino
- Décors : Jack Mills (en) et Darrell Silvera
- Costumes : Michael Woulfe
- Effets spéciaux : Harold E. Wellman
- Production : Harriet Parsons, Norman Krasna (non crédité) et Jerry Wald (non crédité)
- Société de production : Wald-Krasna Productions
- Société de distribution : RKO Pictures
- Pays d'origine : États-Unis
- Langue : Anglais, Italien
- Format : Noir et blanc - Son : Mono (RCA Sound System)
- Genre : Film dramatique, Film noir
- Durée : 105 minutes
- Date de sortie : 16 juin 1952 (USA)

## Distribution

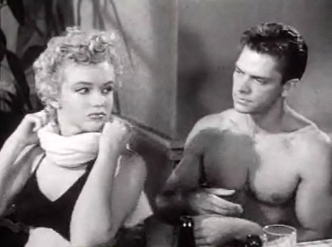
Marilyn Monroe et Keith Andes

- Barbara Stanwyck (VF : Lita Recio) : Mae Doyle D'Amato
- Paul Douglas (VF : Pierre Morin) : Jerry D'Amato
- Robert Ryan (VF : Jacques Erwin) : Earl Pfeiffer
- Marilyn Monroe (VF : Marcelle Lajeunesse) : Peggy
- J. Carrol Naish (VF : Georges Hubert) : Oncle Vince
- Keith Andes : Joe Doyle
- Tony Martin : Le chanteur de I Hear a Rhapsody (voix)
- Silvio Minciotti (VF : Nicolas Amato) : Papa D'Amato

Acteurs non crédités
- William Bailey : Serveur
- Mario Siletti : Barman

## Autour du film
Le film  situe l'action dans le port de Monterey (Californie) alors que la pièce de théâtre  avait  Staten Island comme cadre. Il dépeint également une famille italienne au lieu d'une famille polonaise.

À noter la valeur quasi documentaire du travail de F. Lang. Il filme le débarquement des sardiniers au retour de la pêche ainsi que l'intérieur de la conserverie et des chaînes de travail  à la sardinerie San Xavier  où Marilyn Monroe est ouvrière. L'industrie a peu après vu son activité péricliter, la conserverie a fermé en 1962 et a fini par brûler en 1967 .
Des scènes ont également été tournées sur le Fisherman's wharf au restaurant Angelo toujours en activité.
La cérémonie de la bénédiction des bateaux fut coupée au montage à la demande de l'Église catholique. On aperçoit de dos la statue de Junipero Serra sur une barque, missionnaire canonisé en 2015, ainsi que  le pavoisement du bateau.
En 1941 la pièce, présentée à Broadway au Belasco Theatre, fut jouée 49 fois et Robert Ryan y tenait le rôle de Joe Doyle.
Dans le film de 1952  il incarne désormais le personnage de Earl Pfeiffer.

Joan Crawford avait été pressentie pour tenir le rôle de May Doyle mais avait décliné l'offre.